# María Soledad Iparraguirre
 (janvier 2015).
María Soledad Iparraguirre, alias Anboto, née le 25 avril 1961 à Eskoriatza, est une terroriste d'Euskadi ta Askatasuna (ETA).

## Biographie
Les lignes qui suivent sont extraites du livre de Jean Chalvidant cité dans la bibliographie, pages 225-226:

Ses parents ont jadis appartenu à ETA et son fiancé, José Manuel Aristimuño alias Pana, membre du commando Araba, a trouvé la mort lors d'un affrontement avec la police en mars 1981. Elle a alors vingt ans, est accusée de complicité pour l'avoir hébergé et mise en liberté quelques jours plus tard.
Le Nouvel Observateur, dans son édition du 14 mars 2001, la surnomme La reine de la mort.
Anboto prend le relais de son compagnon et intègre le même commando, qui vient de se reconstituer, en compagnie de Kantauri et de Susana Arregi (voir Membres de l'ETA morts), qui préfère se suicider avant d'être capturée en 1990 à la Foz de Lumbier.
En septembre 1987, après l'arrestation de Santi Potros, elle se réfugie en France et ne réapparait qu'en 1992, après la découverte de la cache de Bidart (Pyrénées-Atlantiques). Elle est alors passée, en compagnie de Kantauri, avec qui elle va constituer le commando Madrid pour lequel elle dépose quatre bombes en un mois. Sur une voiture piégée, on relève ses empreintes digitales, ce qui permet de l'identifier formellement. On retrouve sa trace lors de l'assassinat d'un colonel, puis en novembre 1992 lors d'une explosion d'une voiture de l'État-Major de la Défense, qui fait sept morts. Le couple, qui semble parfaitement se fondre dans l'anonymat, reste introuvable, malgré les avis de recherche et les photos placardées sur les murs de la capitale et dans les administrations.
Redoutant d'être débusqué dans la capitale espagnole, le duo se retrouve en France et se répartit les tâches : à Kantauri les commandos illégaux, à Anboto les légaux c'est-à-dire ceux qui sont déjà repérés par la police. Environ soixante activistes, appuyés par environ six cents militants plus ou moins impliqués. Le manège tournera jusqu'à l'arrestation de Kantauri et de son appareil militaire en mars 1999 à Paris. Restée plus que jamais seule, Anboto fait savoir qu'elle est opposée à la trêve, une ligne suivie par Txapote, Paticorto et Baltza et qui s'oppose à celle de Mikel Antza ou d'Ignacio Gracia Arregui alias Iñaki de Renteria.
Anboto, qui porte mal son surnom serein emprunté à une montagne de Biscaye, est devenue la deuxième femme à intégrer le Comité exécutif d'ETA, après Yoyes, en compagnie de Mikel Antza (son compagnon) et Mobutu.
Elle a été arrêtée à Salies-de-Béarn, près de Pau (Pyrénées-Atlantiques - France) en 2004 avec son compagnon et cerveau de l'organisation Mikel Antza. Ils étaient parfaitement intégrés à la vie locale, vivant dans une ferme à l'écart du village. Leur fils, qu'elle a eu à Toulouse sous sa véritable identité, avait monté un club de Pokémon à l'école.
Elle a été condamnée en France en novembre 2012 à une peine de 20 ans de réclusion criminelle, assortie d'une peine de sûreté des deux-tiers et d'une interdiction définitive du territoire français.
Elle a été remise par la France à l’Espagne le 4 septembre 2019 en exécution d'un mandat d'arrêt européen.

## Attentats
Elle mitraille les camions de la Télévision d'État, la RTVE au pavillon sportif de Mendizorroza, à Vitoria-Gasteiz (Alava).
Elle participe à l'assassinat du facteur Estanislao Galindez, à Amurrio (Alava).
On lui impute en tout six meurtres avec ce commando, ceux du Garde civil Fernando Amor, des policiers Felix Gallego, Manuel Fuentes, Antonio Ligero et Rafael Mucientes.

### Sources et bibliographie
- (es) Cet article est partiellement ou en totalité issu de l’article de Wikipédia en espagnol intitulé « María Soledad Iparraguirre » (voir la liste des auteurs).
- (fr) Jean Chalvidant, ETA : L'enquête, éd. Cheminements, coll. « Part de Vérité », octobre 2003, 426 p. (ISBN 978-2-84478-229-8)
- (fr) Jacques Massey, ETA : Histoire secrète d'une guerre de cent ans, Paris, Flammarion, coll. « EnQuête », février 2010, 386 p. (ISBN 978-2-08-120845-2)